# Constante II (usurpador)
Constante (en latín, Constans) era el hijo mayor del usurpador romano Constantino III y fue nombrado coemperador de Occidente por éste de 409 a 411.

## Biografía
Constante vivió en un monasterio los primeros años de su vida hasta que fue elevado al título de César. Su padre lo envió al general Geroncio, en Hispania. Esto se hizo para acabar con las facciones de la familia de Teodosio que aún vivieran causando disturbios en el occidente del Imperio. Constante dejó a su mujer y hogar en Zaragoza al cuidado de Geroncio para dar cuenta de la situación en Arlés.  En septiembre de 409, los bárbaros que habían penetrado en las defensas del Rin y llevaban ya dos años saqueando y vagando por la Galia atravesaron los Pirineos, donde atravesaron las guarniciones de Constantino y entraron en Hispania. Mientras Constantino se preparaba para enviar a Constante de vuelta para lidiar con la crisis (nombrándole coemperador en el transcurso), se enteró de que su general Geroncio se había rebelado, nombrando a uno de sus hombres, Máximo coemperador. A pesar de los denodados esfuerzos de Constantino, su temor a un ataque desde Hispania se vería confirmado al año siguiente, cuando Geroncio avanzó con el apoyo de aliados bárbaros. El año 411, las fuerzas de Constantino hicieron frente a la rebelión y fueron derrotadas en Vienne, donde Constante fue capturado y ejecutado.

## Leyenda
La leyenda británica, en la Historia Regnum Britanniae de Godofredo de Monmouth, señala que Constante fue elegido como rey por los bretones tras la muerte de Constantino. Esto contradice lo que conocemos de su historia, como lo hace el sustrato británico de su vida. La leyenda sostiene que Constante, hermano mayor de Aurelius Ambrosius y Uther Pendragon, pasó los primeros años de su vida en un monasterio. Durante la crisis de sucesión siguiente al asesinato de Constantino, Vortigern, líder de la tribu gewissei de los celtas, convenció a Constante para abandonar la vida religiosa y convertirse en rey. El débil e impopular antiguo monje fue un títere, poniéndolo todo menos su título en manos de Vortigern. Éste acabó por deshacerse de Constante engañando a unos pictos para asesinarlo mientras dormía. El traidor se hizo con el trono.